# Waśkiwci (obwód żytomierski)
Waśkiwci (ukr. Васьківці) – wieś na Ukrainie, w obwodzie żytomierskim, w rejonie narodyckim. W 2001 roku była opuszczona.